# Абленкур Пресоа
Абленкур Пресоа (фр. Ablaincourt-Pressoir) насеље је и општина у североисточној Француској у региону Пикардија, у департману Сома која припада префектури Перон.
По подацима из 2011. године у општини је живело 269 становника, а густина насељености је износила 28,44 становника/km². Општина се простире на површини од 9,46 km². Налази се на средњој надморској висини од 83 метара (максималној 88 m, а минималној 67 m).

## Демографија
| 1962. | 1968. | 1975. | 1982. | 1990. | 1999. | 2011. |
| ----- | ----- | ----- | ----- | ----- | ----- | ----- |
| 255   | 224   | 194   | 185   | 206   | 227   | 269   |

График промене броја становника у току последњих година